# أفضل خمسة
أفضل خمسة هو فيلم كوميدي تم إنتاجه في الولايات المتحدة وصدر في سنة 2014. الفيلم من إخراج كريس روك وكتابة كريس روك. من بطولة كريس روك وروزاريو دوسن وغابرييلي يونيون وسيدريك ذا انترتينر وكيفن هارت.

## الميزانية والإيرادات
بلغت تكلفة إنتاج الفيلم حوالي 12 مليون دولار بينما حقق إيرادات تقدر بـ 26.1 مليون دولار.

## وصلات خارجية
- أفضل خمسة على موقع IMDb (الإنجليزية)
- أفضل خمسة على موقع ميتاكريتيك (الإنجليزية)
- أفضل خمسة على موقع الموسوعة البريطانية (الإنجليزية)
- أفضل خمسة على موقع روتن توميتوز (الإنجليزية)
- أفضل خمسة على موقع قاعدة بيانات الأفلام العربية
- أفضل خمسة على موقع ألو سيني (الفرنسية)
- أفضل خمسة على موقع أول موفي (الإنجليزية)
- أفضل خمسة على موقع بوكس أوفيس موجو (الإنجليزية)
- أفضل خمسة على موقع قاعدة بيانات الفيلم (الإنجليزية)
- أفضل خمسة على موقع ليتربوكسد (الإنجليزية)